# عبد الله الوشمي
عبد الله الوشمي (ولد 1395 هـ / 1975 م) كاتب وشاعر سعودي. شغل العديد من المناصب من أبرزها تعيينه أمينًا لمجمع الملك سلمان العالمي للغة العربية في فبراير 2021، ورئاسته لنادي الرياض الأدبي عام 2010.

## سيرته
ولد عبد الله بن صالح بن سليمان الوشمي عام 1395هـ / 1975م. حصل على الماجستير في النقد الأدبي، والدكتوراه في البلاغة والنقد الأدبي من قسم البلاغة والنقد ومنهج الأدب الإسلامي في كلية اللغة العربية بجامعة الإمام محمد بن سعود الإسلامية.

## أعماله
- تولى رئاسة النادي الأدبي في الرياض عام 2010.
- عُيِّن أمينًا عامًّا لمركز الملك عبد الله بن عبد العزيز الدَّولي لخدمة اللغة العربية.
- عضو هيئة التدريس في كلية اللغة العربية بجامعة الإمام محمد بن سعود الإسلامية في الرياض.
- عضو في عدد من اللجان الثقافية والإعلامية والأدبية.
- المؤسس والمشرف على أنشطة بيت الشعر وسلسلة الكتاب الأول في النادي الأدبي بالرياض.
- شارك في كثير من الفعاليات الثقافية والأدبية والأمسيَّات الشعرية داخل المملكة وخارجها، وكتب عن تجرِبته الإبداعية والثقافية عددٌ من الأدباء والنقَّاد.

## إصداراته

### مؤلفاته
- جهود أبي الحسن الندوي النقدية[4] (رسالة ماجستير).
- حديث النهر(ديوان الدكتور صالح الوشمي رحمه الله جمع ودراسة).
- سراج القصائد[4] (مختارات ودراسة من شعر أبي تمام).
- مآخذ النقاد على معاني أبي تمام.[5]
- فتنة القول بتعليم البنات.[6]
- الإعجاز المحرّم: قراءة في الإعجاز البلاغي في غير القرآن.[7]

### دواوينه
- البحر والمرأة العاصفة.
- قاب حرفين.
- شفاه الفتنة.

## جوائزه
- حصل على المركز الأول في جائزة الأمير فيصل بن فهد للإبداع الشعري عن ديوانه "البحر والمرأة العاصفة".[8][9]

## وصلات خارجية
- صفحة الكاتب على موقع جودريدز
- برنامج تقاسيم شعرية مع الشاعر عبدالله الوشمي صوت على يوتيوب
- مقابلة عبدالله الوشمي في برنامج إضاءات فيديو على يوتيوب
- لغة الضاد مع عبدالله الوشمي فيديو على يوتيوب
- عبدالله الوشمي في ثلوثية المشوح فيديو على يوتيوب
- عبدالله الوشمي في برنامج باختصار فيديو على يوتيوب